# Patinação de velocidade em pista curta
Patinação(pt-BR) ou patinagem(pt-PT?) de velocidade em pista curta é uma modalidade de patinação no gelo disputada em quadras, que difere da patinação de velocidade convencional por ter largada coletiva e competição dividida em várias fases.
Surgida nos Estados Unidos e no Canadá no início do século XX como uma forma de treinamento dos patinadores de pista longa, tornou-se uma modalidade vinculada à União Internacional de Patinação em 1967, e entrou no programa dos Jogos Olímpicos de Inverno em 1988, como esporte de demonstração, passando a fazer parte do programa oficial em 1992.
A pista possui comprimento total de 111,12 metros e é revestida de colchões para minimizar o impacto das quedas, algo comum na modalidade. Há provas individuais e de revezamento, com equipes compostas por cinco patinadores.
Os atletas utilizam capacete e luvas e os patins são personalizados, com lâminas especiais para a pista curta. Além dos Jogos Olímpicos, existe o Campeonato Mundial, o Campeonato Europeu e as etapas da Copa do Mundo.
Além de americanos e canadenses, a modalidade é dominada atualmente por chineses e coreanos, que detêm a maioria dos recordes mundiais e olímpicos.

## História
A patinação em pista curta surgiu no Canadá e nos Estados Unidos no início do século XX, quando patinadores de pista longa (de 400 metros) começaram a usar quadras de hóquei no gelo para treinar. A primeira competição oficial de que se tem notícia ocorreu em 1909, e nas primeiras décadas do século era comum o Madison Square Garden, em Nova York, lotar em eventos da modalidade, que na época começava a ganhar popularidade na Europa, na Austrália e no Japão.
Apenas em 1967 a modalidade passou a ser administrada pela União Internacional de Patinação, apesar de haver competições de nível mundial há mais tempo. As primeiras competições organizadas pela ISU ocorreram na década de 1970, mas o primeiro Campeonato Mundial foi disputado apenas em 1981 em Meudon, França. A partir de 1984 passou a ser obrigatório o uso de capacetes, devido às constantes quedas ocorridas nas provas.
Em 1988 a modalidade foi incluída no programa dos Jogos Olímpicos de Inverno de Calgary, mas ainda com o status de demonstração. Na edição seguinte, em Albertville, passou a contar com eventos oficiais.
Dominado no início pelos países criadores, a patinação em pista curta viu nos últimos anos um crescimento da participação de países asiáticos, como China e Coreia do Sul.

## Regras

### Pista

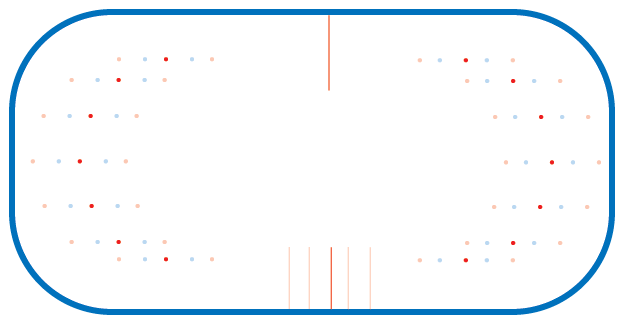
Diagrama da pista de patinação, onde é possível observar as curvas auxiliares e as linhas de largada ajustadas.

A pista deve ser formada em uma quadra de gelo com tamanho mínimo de 60 x 30 metros para competições internacionais, e tem 111,12 metros de comprimento. As duas retas não podem ter largura menor que 7 metros e a distância entre o meio da curva e a barreira de proteção não pode ser menor que 4 metros.
Para preservar as condições do gelo, nas provas mais curtas quatro curvas adicionais são desenhadas de cada lado, distantes da curva principal entre um e dois metros para fora e para dentro. De modo a compensar a distância maior (ou menor) que é percorrida nas curvas, a linha de largada é ajustada, para que o percurso total seja sempre o mesmo, independente de que curva tenha sido utilizada. Em cada curva há sete blocos de marcação para evitar que haja cortes de caminho.
As laterais da quadra são revestidas de colchões para absorver o impacto em caso de quedas, e em competições da ISU e em Jogos Olímpicos de Inverno é obrigatória a presença de equipamento capaz de produzir imagens do momento exato da chegada (photo finish).

### Arbitragem

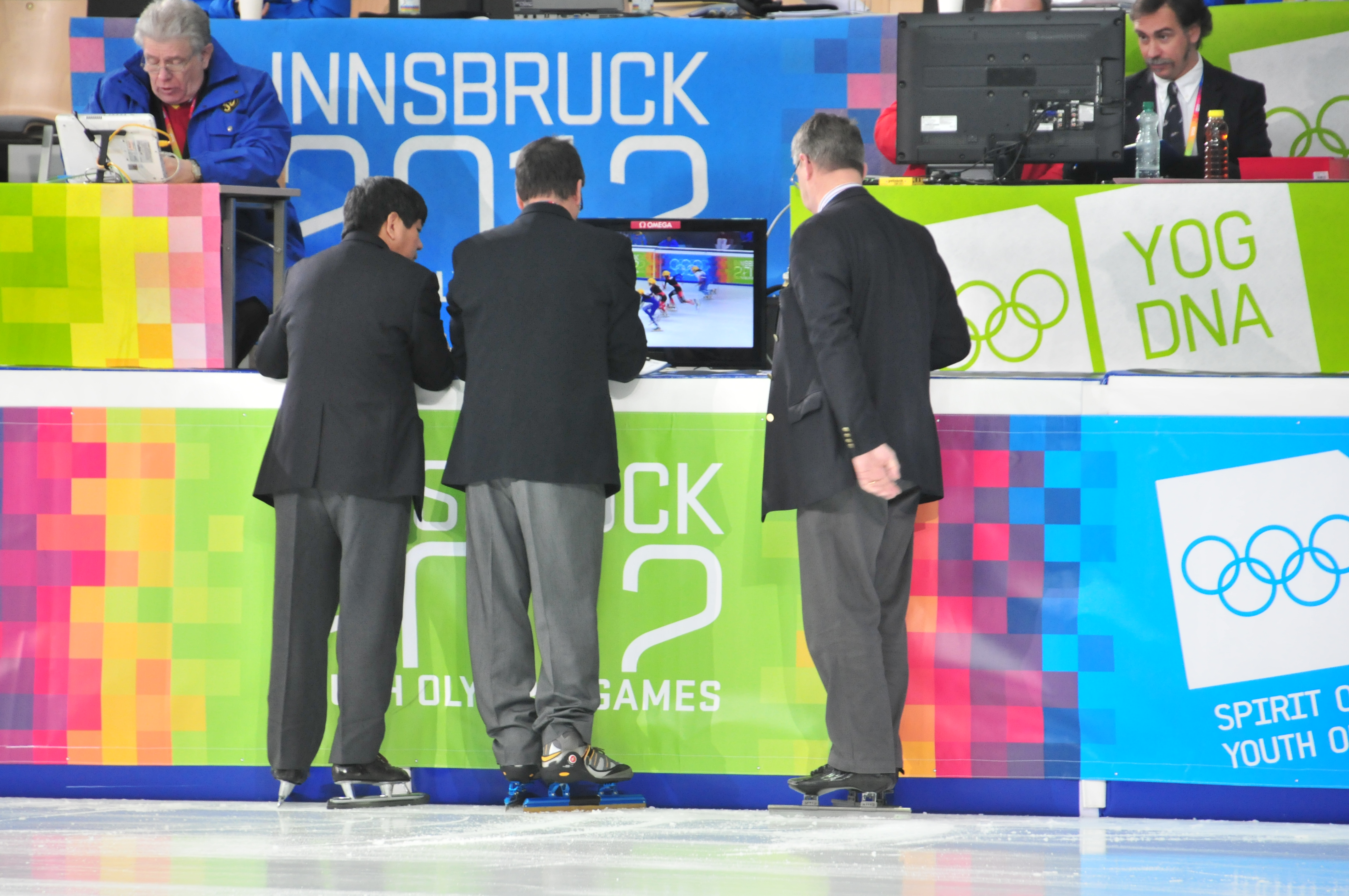
Árbitros analisam o replay de uma prova nos Jogos Olímpicos de Inverno da Juventude de 2012.

A arbitragem das competições de patinação em pista curta é liderada pelo Árbitro Geral, responsável por tomar a decisão final em caso de protestos, gerenciar a programação do evento, zelar pelo cumprimento das regras, entre outras atribuições. Ele é auxiliado pelo Árbitro Assistente, pelo Assistente de Vídeo, pelo Juiz de Partida, pelo Fiscal de Competição (que organiza as baterias de cada fase), pelo Fiscal de Balizamento (responsável por convocar os patinadores que irão competir na próxima bateria), pelo Juiz de Photo Finish (que confere os tempos dos patinadores e informa o resultado oficial) ou por Fiscais de Chegada e Fiscais de Cronometragem (em competições sem equipamento photo finish), pelo Marcador de Voltas (que indica aos patinadores a quantidade de voltas que faltam), pelo Anotador de Voltas (responsável por anotar os tempos do líder em cada volta) e por Fiscais de Pista (que deverão recolocar no lugar os blocos de marcação no caso de algum patinador deslocá-los). Durante as provas apenas o Árbitro Geral, o Árbitro Assistente e os Fiscais de Pista podem ficar dentro da quadra.

### Corridas

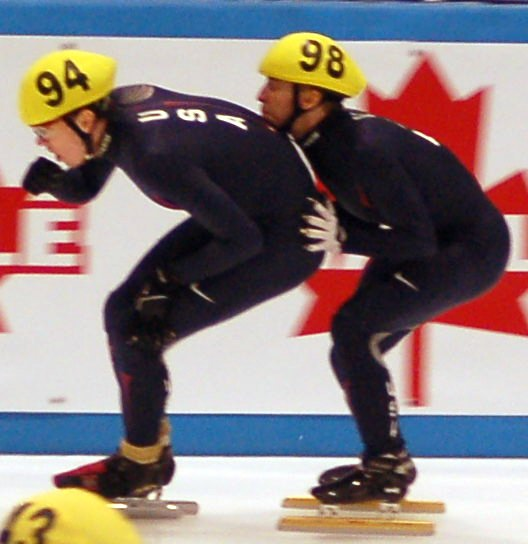
Detalhe da troca de patinadores em uma prova de revezamento.

O balizamento dos patinadores na primeira fase qualificatória é feito de acordo com seus rankings, com o primeiro colocado largando na primeira bateria e assim sucessivamente até todas as baterias terem um patinador. O segundo de cada bateria é posicionado na ordem inversa (por exemplo, no caso de quatro baterias, o quinto patinador no ranking larga na última bateria). Patinadores de um mesmo país não devem competir na mesma bateria, a menos que seja impossível realocá-los sem alterar a fila de nenhum deles (por exemplo, um patinador posicionado como segundo de sua bateria pode ser realocado como segundo de outra bateria, mas não como primeiro ou terceiro). A partir da segunda fase da competição, o posicionamento é determinado pelos tempos na fase imediatamente anterior.
As corridas são feitas sempre no sentido anti-horário, e ultrapassagens são permitidas a qualquer momento, sendo de quem está tentando a ultrapassagem a responsabilidade por qualquer acidente. A corrida é completada quando qualquer ponto da lâmina dos patins cruzar a linha de chegada. São consideradas infrações: cortar caminho, atrapalhar o adversário, receber auxílio de qualquer outro patinador (exceto em provas de revezamento) e atirar no chão propositalmente qualquer parte do equipamento (inclusive após a linha de chegada), bem como se jogar sobre a linha de chegada.
As equipes que participam das provas de revezamento são compostas por cinco patinadores, que devem estar com uniformes idênticos. As trocas só são efetivadas quando o patinador que está saindo toca qualquer parte do corpo do que está entrando. Não há momentos específicos para as trocas, que podem ser feitas em qualquer volta, exceto nas últimas duas. Também não há ordem a ser seguida, podendo a equipe, por exemplo, utilizar apenas três patinadores no início, deixando dois descansados para a parte final da prova.

## Equipamento

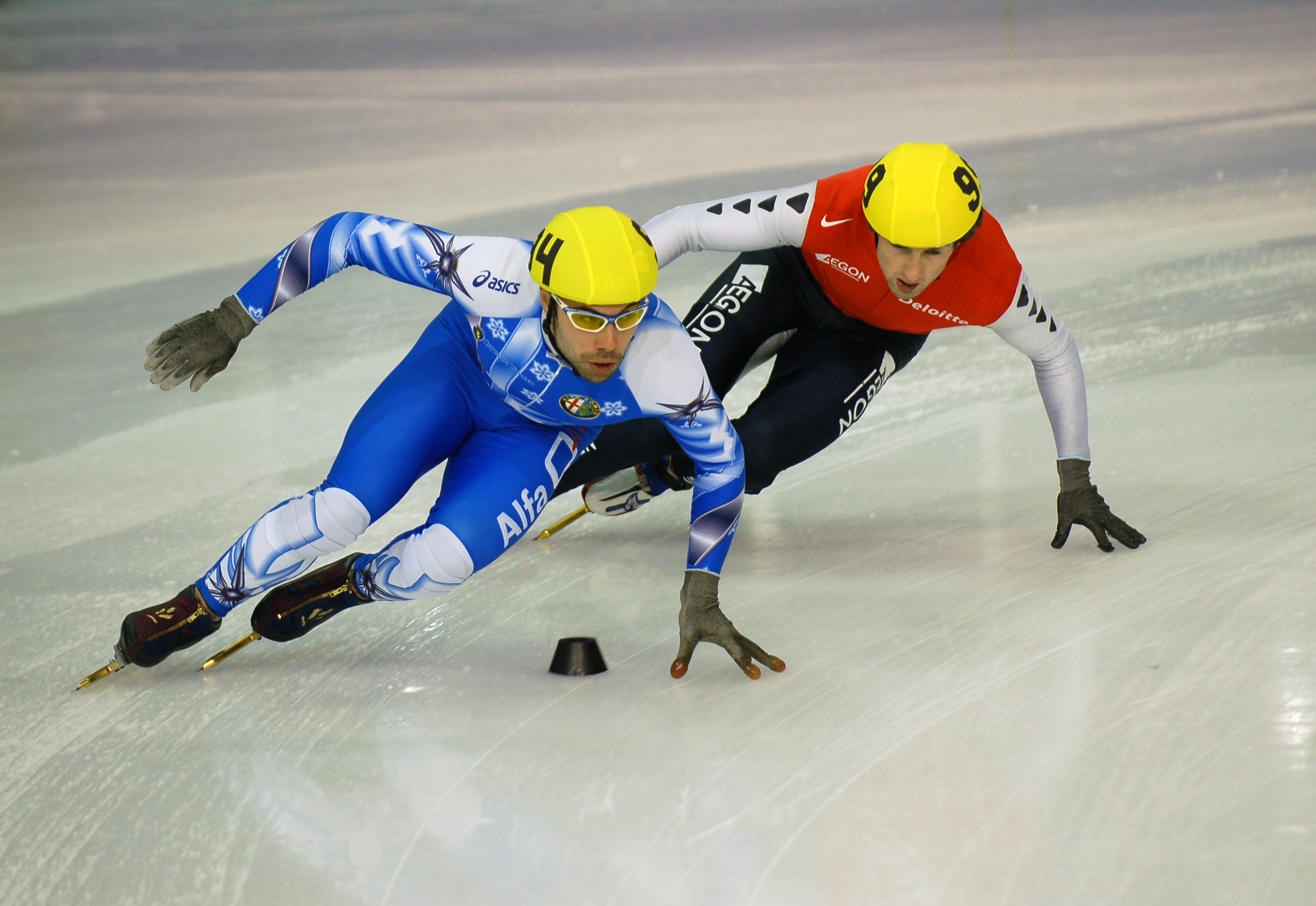
Patinadores em ação. Na imagem pode-se observar principalmente as luvas, os óculos e o capacete.

- Luvas - São usadas para proteger as mãos dos competidores das lâminas dos patins e do gelo, já que, nas curvas, os patinadores tocam a mão no chão para ajudar no equilíbrio.
- Óculos - Não obrigatórios, protegem contra vento e pedaços de gelo. Normalmente possuem lente colorida, que reduz o brilho e ajuda a visibilidade.
- Capacetes - Fabricados em plástico rígido, protegem a cabeça em caso de queda.
- Acessórios de proteção - Joelheiras e caneleiras previnem contra cortes provocados pelas lâminas do patinador à frente. Alguns competidores usam também protetores para pescoço (semelhantes aos usados por jogadores de hóquei).
- Patins - As botas possuem cano mais alto e são personalizadas. As lâminas são mais afiadas e possuem ponta dobrada, para acompanhar o sentido das curvas. Além disso, as lâminas não são centralizadas, para que as botas não toquem o gelo nas curvas.
- Roupa - Fabricada em material que adere à pele, reduz a resistência do ar.[4]

## Principais campeonatos
- Campeonato Mundial: realizado todos os anos e com duração de três dias, dá pontos para cada prova e premia o patinador mais completo.[5]
- Campeonato Europeu: possui o mesmo formato do Campeonato Mundial e também é realizado anualmente.[6]
- Jogos Olímpicos de Inverno: não possui a disputa geral e é normalmente disputado no mesmo ginásio da patinação artística.[7][8]
- Copa do Mundo: são disputadas seis etapas por ano (quatro em anos olímpicos), com premiação para cada prova e para o país que mais pontua.[9]

## Patinadores notáveis

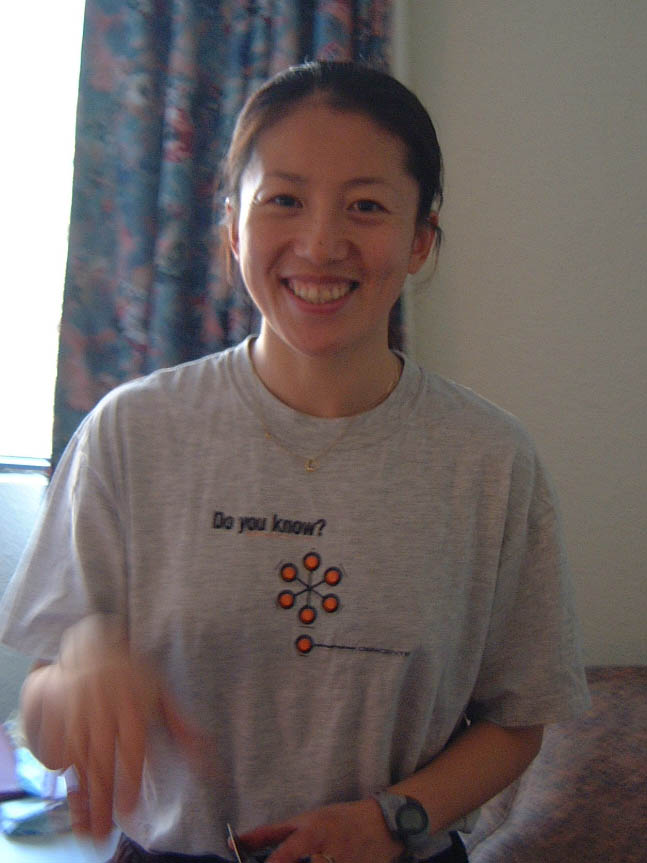
Yang Yang (A), primeira chinesa a conquistar o ouro em Jogos Olímpicos de Inverno.

- USA Apolo Anton Ohno: dono de oito medalhas olímpicas, subiu ao pódio vinte e uma vezes em campeonatos mundiais e venceu três vezes a Copa do Mundo.[10] Maior medalhista olímpico da modalidade, aposentou-se oficialmente em 2013.[11]
- CAN Marc Gagnon: medalhista em Lillehammer 1994 aos 19 anos, conquistou quatro outros olímpicos e desde 2008 faz parte do Hall da Fama do Comitê Olímpico Canadense.[12][13]
- KOR RUS Ahn Hyun-Soo/Viktor Ahn: vencedor de três medalhas de ouro nos Jogos de Turim 2006 e dezoito em campeonatos mundiais, mudou de nacionalidade após desentendimentos com a federação coreana e defendeu Rússia em Sóchi 2014.[14][15]
- CHN Yang Yang (A): com vinte e três medalhas de ouro em campeonatos mundiais e cinco medalhas olímpicas, foi uma das patinadoras mais bem sucedidas da história e a primeira chinesa a ser campeã em Jogos Olímpicos de Inverno.[16][17]
- CAN Sylvie Daigle: um dos primeiros grandes nomes da modalidade, ganhou dezessete ouros em campeonatos mundiais, sendo cinco pelo melhor desempenho geral (o primeiro deles em 1978), e acumula ainda duas medalhas olímpicas no revezamento.[18]
- CHN Wang Meng: atual recordista mundial e olímpica dos 500 metros, conquistou três medalhas em Vancouver 2010 e venceu vinte e uma provas em mundiais.[19]

## Recordes mundiais
Ver também: Recordes olímpicos da patinação de velocidade em pista curta

### Masculino
| Prova              | Atleta       | País           | Cidade            | Data                   | Tempo    |
| ------------------ | ------------ | -------------- | ----------------- | ---------------------- | -------- |
| 500 metros         | JR Celski    | Estados Unidos | Calgary, Canadá   | 21 de outubro de 2012  | 39,937   |
| 1000 metros        | Kwak Yoon-Gy | Coreia do Sul  | Calgary, Canadá   | 21 de outubro de 2012  | 1:23,007 |
| 1500 metros        | Noh Jin-Kyu  | Coreia do Sul  | Shanghai, China   | 10 de dezembro de 2011 | 2:09,041 |
| 3000 metros        | Noh Jin-Kyu  | Coreia do Sul  | Varsóvia, Polônia | 19 de março de 2011    | 4:31,891 |
| Revezamento 5000 m | Canadá       | Canadá         | Calgary, Canadá   | 19 de outubro de 2012  | 6:30,958 |

### Feminino
| Prova              | Atleta        | País          | Cidade              | Data                   | Tempo    |
| ------------------ | ------------- | ------------- | ------------------- | ---------------------- | -------- |
| 500 metros         | Fan Kexin     | China         | Salt Lake City, EUA | 9 de novembro de 2014  | 42,504   |
| 1000 metros        | Shim Suk Hee  | Coreia do Sul | Calgary, Canadá     | 21 de outubro de 2012  | 1:26,661 |
| 1500 metros        | Zhou Yang     | China         | Salt Lake City, EUA | 9 de fevereiro de 2008 | 2:16,729 |
| 3000 metros        | Jung Eun-Ju   | Coreia do Sul | Harbin, China       | 15 de março de 2008    | 4:46,983 |
| Revezamento 3000 m | Coreia do Sul | Coreia do Sul | Shanghai, China     | 9 de dezembro de 2012  | 4:06,636 |